# Campeonato Internacional de Clubes Femenino
El Campeonato Internacional de Clubes Femenino (del inglés: International Women's Club Championship), también conocido como Copa Nestlé por motivos de patrocinio, fue una competición intercontinental de fútbol femenino organizada por la JFA. Se creó en 2012, y se jugó en Japón. 
El objetivo de la organización es que la competición se convirtiera en la contrapartida femenina de la Copa Mundial de Clubes de la FIFA. De momento no está reconocida por la FIFA, que según una información de Rede Globo estudia crear su propia competición en la línea de la antigua Copa Intercontinental, ya que hasta ese momento sólo la UEFA y la CONMEBOL contaban con una competición continental.
En la primera edición participaron el campeón de la Liga de Campeones femenina de la UEFA (Olympique de Lyon), el campeón de la Nadeshiko League (INAC Kobe Leonessa), el campeón de la W-League (Sydney F. C.) y el NTV Beleza como anfitrión. El Olympique derrotó al Leonessa en la final en la prórroga.
En 2013 se sumó el campeón de la CONMEBOL, el Colo-Colo. En cambio, un representante de la Concacaf, de la NWSL de Estados Unidos, rechazó la invitación. Tampoco participó el campeón de la Liga de Campeones femenina de la UEFA, el VfL Wolfsburgo (le sustituyó el Chelsea L. F. C., sin experiencia en la Liga de Campeones). El Leonessa derrotó al Chelsea en la final.

## Resumen de finales
Esta tabla muestra los resultados de las finales de cada Campeonato Internacional de Clubes Femenino.
| Año           | Sede  | Campeón            | Resultado | Subcampeón         | Tercero            | Resultado      | Cuarto               |
| ------------- | ----- | ------------------ | --------- | ------------------ | ------------------ | -------------- | -------------------- |
| 2012 Detalles | Japón | Olympique de Lyon  | 2-1       | INAC Kobe Leonessa | NTV Beleza         | 4-3            | Canberra United FC   |
| 2013 Detalles | Japón | INAC Kobe Leonessa | 4-2       | Chelsea L. F. C.   | Sydney F. C.       | 3-3 (4-2 pen.) | Colo-Colo            |
| 2014 Detalles | Japón | São José           | 2-0       | Arsenal L. F. C.   | Urawa Red Diamonds | 4-0            | Okayama Yunogo Belle |